# Velké Hoštice
Velké Hoštice är en ort i Tjeckien. Den ligger i den östra delen av landet, 250 km öster om huvudstaden Prag. Velké Hoštice ligger 250 meter över havet och antalet invånare är 1 675.
Terrängen runt Velké Hoštice är platt norrut, men söderut är den kuperad.Runt Velké Hoštice är det ganska tätbefolkat, med 124 invånare per kvadratkilometer. Närmaste större samhälle är Opava, 5,1 km väster om Velké Hoštice. I omgivningarna runt Velké Hoštice växer i huvudsak blandskog.